# Joseph C. Sibley
Joseph Crocker Sibley (* 18. Februar 1850 in Friendship, Allegany County, New York; † 19. Mai 1926 bei Franklin, Pennsylvania) war ein US-amerikanischer Politiker. Zwischen 1893 und 1895 sowie nochmals von 1899 bis 1907 vertrat er den Bundesstaat Pennsylvania im US-Repräsentantenhaus.

## Werdegang
Im Jahr 1859 zog Joseph Sibley mit seinen Eltern nach Boston im Erie County von New York. Er besuchte die öffentlichen Schulen seiner jeweiligen Heimat. Danach unterrichtete er für einige Zeit selbst als Lehrer. Daran schloss sich ein Medizinstudium an. Nach seinem Umzug nach Franklin in Pennsylvania arbeitete er in der Ölbranche. Zusammen mit seinem Schwager gründete er die Galena Oil Company, die sich auf besondere Öle und Schmierstoffe für die Eisenbahn spezialisierte. Dabei brachte er es zu beträchtlichem Reichtum. Später wurde seine Firma von John D. Rockefeller übernommen. In den folgenden Jahren engagierte sich Sibley in der Landwirtschaft. Er wurde Mitglied in zahlreichen landwirtschaftlichen Gremien und Vereinigungen. Außerdem machte er sich einen Namen als Pferdezüchter. Gleichzeitig schlug er als Mitglied der Demokratischen Partei eine politische Laufbahn ein. Im Jahr 1879 wurde er zum Bürgermeister der Stadt Franklin gewählt.
Bei den Kongresswahlen des Jahres 1892 wurde Sibley im 26. Wahlbezirk von Pennsylvania in das US-Repräsentantenhaus in Washington, D.C. gewählt, wo er am 4. März 1893 die Nachfolge des Republikaners Matthew Griswold antrat. Bis zum 3. März 1895 konnte er eine Legislaturperiode im Kongress absolvieren. Bei den Kongresswahlen des Jahres 1894 und 1896 war er erfolgloser Gemeinschaftskandidat der Demokraten und der Populist Party.
Bei den Wahlen des Jahres 1898 wurde Sibley als Demokrat im 27. Distrikt seines Staates erneut in den Kongress gewählt, wo er am 4. März 1899 Charles Warren Stone ablöste. Nach drei Wiederwahlen konnte er bis zum 3. März 1907 im Kongress verbleiben. 1901 wechselte er zu den Republikanern, deren regionalen Parteitag für Pennsylvania er im folgenden Jahr leitete. Seit 1903 vertrat er als Nachfolger von James Knox Polk Hall den 28. Wahlbezirk seines Staates. Ebenfalls ab 1903 leitete er den Handwerksausschuss. Im Jahr 1906 lehnte er eine weitere Nominierung ab. Vier Jahre später, 1910, wurde er erneut für die Kongresswahlen aufgestellt. Auf diese Nominierung verzichtete er offiziell aus gesundheitlichen Gründen. Zu dieser Zeit war er aber auch in den Schlagzeilen wegen hoher Wahlkampfausgaben zur Erlangung dieser Nominierung.
Nach dem Ende seiner Zeit im US-Repräsentantenhaus nahm Joseph Sibley seine früheren Tätigkeiten wieder auf. Er starb am 19. Mai 1926 auf seinem Anwesen River Ridge Farm nahe Franklin im Venango County.